# Monardella glauca
Monardella glauca är en kransblommig växtart som beskrevs av Edward Lee Greene. Monardella glauca ingår i släktet Monardella och familjen kransblommiga växter. Inga underarter finns listade i Catalogue of Life.